# La Venta Yeche
La Venta Yeche är en ort i Mexiko, tillhörande kommunen Jocotitlán i den nordvästra delen av delstaten Mexiko. Orten hade 246 invånare vid folkräkningen 2010.